# 田中希実
田中 希実（たなか のぞみ、1999年9月4日 - ）は、日本の陸上競技選手。専門は中距離走、長距離走。女子1000m、女子1500m、女子2000m、女子3000m、女子5000mの日本記録保持者。U20世界選手権3000メートル競走金メダリスト。2020年東京オリンピック1500m、5000m各代表。兵庫県小野市出身。2023年4月からNew Balance所属。

## 経歴
小野市立市場小学校、小野市立小野南中学校卒業。兵庫県立三木東高等学校陸上競技部出身である父の田中健智がコーチとなり、中学校から陸上競技を始める。2013年、中2で全国女子駅伝に兵庫県代表として出場し、8区区間賞を獲得。チームは6位入賞。翌2014年も8区を走り区間賞を獲得。チームは3位入賞。
2015年、兵庫県立西脇工業高等学校に進み多くの全国大会に出場。国民体育大会では高1時の70回大会で少年B1500mで優勝。以降71回大会では少年A3000mで2位、72回大会では少年A3000mで優勝。全国高校駅伝にも3年連続で出場し1区を走った。高1では岡本春美（常磐高3年）らを振り切り、区間1位の小吉川志乃舞（世羅高3年）と同タイムながらコンマ差で敗れ2位になり、高2・高3では同学年の和田有菜（長野東高）に敗れそれぞれ4位・3位となり区間賞は取れなかった。2018年の全国女子駅伝でも1区を走り兵庫県の優勝に貢献。
全国高等学校総合体育大会でも3年連続で入賞。特に高2時の1500mでは1学年上の髙橋ひな（優勝）、同学年の後藤夢（3位）とともに西脇工が1位から3位を独占した。高3時の1500m・3000mではヘレン・エカラレ（仙台育英学園高3年）に次いでそれぞれ準優勝。3000mでは現在のライバルたちと走った。予選では鈴木優花（大曲高3年）、大西ひかり（須磨学園高2年）と同走し、決勝ではエカラレ、廣中璃梨佳（長崎商業高2年）、髙松智美ムセンビ（大阪薫英女学院高3年）らと優勝を争った。
国際大会にも出場し、アジアジュニア選手権3000mでは大会記録で金メダルを獲得、U20世界選手権でも3000mで金メダルを獲得。
2018年、同志社大学スポーツ健康科学部に入学。「駅伝以外でも活躍したい」とクラブチーム（ND28AC→豊田自動織機TC）で活動している。石井好二郎教授のゼミに所属。
2019年世界陸上競技選手権大会（カタール・ドーハ）では5000mに出場、10月2日の予選で日本歴代3位となる15分4秒66を記録して決勝に進出すると、10月5日の決勝レースでは14位に入り、日本歴代2位（当時）となる15分0秒01を記録した。
2020年7月8日、『ホクレンディスタンスチャレンジ2020』第2戦深川大会（深川市陸上競技場）の女子3000mに出場し、福士加代子（ワコール）が2002年のIAAFゴールデンリーグパリ大会（フランス）に於いて樹立した8分44秒40の日本記録を18年ぶりに更新する8分41秒35の日本新記録を樹立した。
さらに、2020年8月23日、『セイコー・ゴールデングランプリ』（国立競技場）の女子1500mで、小林祐梨子（須磨学園高）が2006年に出した4分07秒86の記録を14年ぶりに更新する、4分05秒27を出した。
2021年7月10日、『ホクレン・ディスタンスチャレンジ2021』第3戦網走大会（網走市営陸上競技場）で、女子3000メートルで、自身が前年7月に出した日本記録を更新して8分40秒84の日本新記録を樹立した。
同年の東京オリンピックには陸上女子1500mと5000mの日本代表として出場。オリンピックの女子1500mの日本選手出場は、卜部蘭（積水化学）とともに初の快挙である。8月2日の午前に1500m予選、午後に5000m決勝が行われる過密日程だったが、7月30日の5000m予選では14分59秒93で2組6着となり決勝には進めなかった。一方、8月2日の1500m予選では自身の持つ日本記録を更新する4分02秒33で3組4着で準決勝進出を決めた。4日の準決勝は上位5着+2名が決勝進出の条件となっている中、着順での通過を狙い、2組で3分59秒19の5位となり、決勝進出を決めた。予選で記録した日本記録を更に3.14秒も更新し、日本女子初の3分台に突入した。オリンピック女子中距離種目における決勝進出はアムステルダムオリンピック・800mの人見絹枝以来93年ぶりで、史上2人目。1500mでの決勝進出は男女通じて初である。6日の決勝は序盤から先頭集団に食らいつき、中盤に5番手の好位置につけていた。最後の1周は6番手で迎えると、後続に猛追されて順位を下げながらも、自身2度目の3分台である3分59秒95を記録して8位でゴールし、同種目における日本選手初の入賞という快挙を成し遂げた。最後の一周は意識が飛んでいたとも語る。女子中距離種目の入賞は人見以来の93年ぶり、女子トラック種目で見ても、アトランタオリンピック・5000mの志水見千子ら以来25年ぶりである。
2021年8月20日、東京オリンピック後の初レースとなる『ミドルディスタンスサーキット』大阪大会（ヤンマーフィールド長居）女子1000mで2分37秒72の日本新記録を出した。
2022年1月16日、第40回『全国都道府県対抗女子駅伝』（全国女子駅伝）では1区6㎞を走り、2020年同大会で広中璃梨佳（日本郵政グループ）が記録した18分39秒の区間記録（同大会では田中は19分13秒で2位）に2秒差に迫る18分41秒で区間賞を獲得した五島莉乃（資生堂）に次ぐ18分59秒で2位であった。不調のなかレース序盤1キロすぎから五島とマッチレースになり、3.8キロすぎで突き放された。
2022年4月1日、豊田自動織機に入社。
2022年6月10日、日本陸上競技選手権、1500mにて優勝、世界陸上日本代表に内定した。
2022年6月22日、ホクレン・ディスタンスチャレンジ2022の女子1000mにて自己の持つ日本記録を更新して、2分37秒33で優勝。同年7月の世界陸上オレゴン大会では3種目に出場うち5000m決勝12位。
2023年3月31日、豊田自動織機を退社。同年4月よりNew Balance所属のプロアスリートに転向した。
2023年の日本選手権では、1500メートルを4分8秒29で4連覇、5000メートルを15分10秒63で2連覇を果たし、2冠を達成。2年連続で同種目2冠は史上初。
2023年7月にタイのバンコクで開催された第25回アジア陸上選手権では1500mに出場し、終始レースを支配。1周目（400m）を70秒99とゆったり入るとそこから周回毎にギアを上げ、66秒63（800m 2分17秒42）、64秒37（1200m 3分21秒79）、ラスト300を44秒96で駆け抜け、4分06秒75という、それまでの大会記録を5秒94短縮する18年ぶりの大会新記録であった。この時のラスト1000mは2分39秒0、同800mは2分05秒4、同400mは60秒6、最後の200mは29秒9であった。
2023年の世界陸上ブダペスト大会では、5000m予選で14分37秒98という、廣中璃梨佳の持つ従来の日本記録を14秒86も更新し、2組6着で決勝へ進出し、更に決勝では、1997年アテネ大会の弘山晴美以来26年ぶりの8位入賞を果たした。決勝は、序盤よりペースの上げ下げが激しいレース展開であったが、田中自身、1000mを2分57秒08で通過。その後1周71～78秒という大きな揺さぶりが続く中、3000mを9分17秒57で通過した。その後、400mごとのラップが70秒台、68秒台と急激に速まる中、田中はそのペース変化にも懸命に対応し、ラスト1周となる4600m地点を先頭集団の中盤外側で通過した。田中は4700m付近では集団の10番手辺りにつけていたが、そこからスパートを仕掛け、エチオピア選手ら4人を抜き、残り100m付近では6番手につけるも、ゴール直前で2人のエチオピア選手に抜き返され、14分58秒99の8位でフィニッシュ。田中自身、このレースのラスト2000mを5分41秒42、同1500mを4分10秒04、同1000mを2分44秒84、同800mを2分09秒46（全て世界陸連公式Race Analysisより）という、5000mに於けるラスト○mの過去最速タイムでカバーした。同種目の世界記録保持者であり優勝したフェイス・キピエゴンとの差を約5秒にとどめる粘りを見せた。
2023年9月8日にはダイヤモンドリーグ（ブリュッセル）で5000mに参加。レースは序盤よりハイペースで進み、3000mの通過は自身の持つ同距離の日本記録に迫る8分43秒であったが、田中は先頭集団の最後尾付近に付いていた。その後も先頭のペースは落ちず、1周70秒前後で推移した。最後の1周、田中は猛烈なスパートを仕掛け、一時は10メートル以上あった先頭との差を一気に詰めてU20の世界記録保持者であるエイサーに次ぐ3着でゴール。この2週間前に行われた世界陸上ブダペスト大会予選で自身が出した日本記録を一気に8秒80更新し、アジア歴代2位（アジア歴代1位は中華人民共和国馬軍団の姜波が1997年に記録した14分28秒09）となる14分29秒18を記録する快挙を成し遂げた。
2023年10月、「国体」としては最後の開催になる鹿児島国体に出場。成年女子5000mでは日本記録保持者として貫禄の優勝を飾った。一方の成年女子800mではアジア大会代表の塩見綾乃（岩谷産業）とロングスパートで一騎打ちになり、終盤まで田中がリードするレース展開に。800mを専門とする塩見がラスト100m付近から意地の逆転を果たしたが、同種目専門外の田中が準優勝を収めた。後日出場したミドルディスタンスサーキット東京大会でも専門外の800mと1000mの2種目にエントリー。世界陸上、ダイヤモンドリーグ、国体出場後の過密日程で疲労や膝の違和感を抱えながらも2種目とも優勝を飾り、2023年シーズンのトラックレースを2冠で締めくくった。
2024年2月5日、世界陸連室内ツアー・ゴールドのニューバランス室内グランプリ（アメリカ・ボストン）の女子1500mに出場し、室内日本新となる4分08秒46を記録して9位となる。同年5月26日、世界最高峰のダイヤモンドリーグ（DL）第5戦ユージン大会（アメリカ・オレゴン州）で、女子5000mに出場し、パリ五輪の参加標準記録（14分50秒00）を突破する14分47秒69を記録したが順位は11位。記録は日本歴代4位、自己4番目の記録。 昨年のブダペスト世界選手権で8位に入っており、日本陸連の選考要項で定められている「世界選手権入賞＋2024年1月1日以降に参加標準記録突破」の条件を満たしパリ五輪代表に内定。2大会連続の五輪を決めた。続く5月30日のダイヤモンドリーグ第6戦オスロ大会（ノルウェー）にて五輪非種目の3000メートルで日本新記録を樹立した。8分34秒09で10位となり、自身が3月上旬の世界室内選手権でマークしていた日本記録（8分36秒03）を1秒94更新で、屋外レースに限れば、8分40秒84をマークした2021年7月以来、約2年10カ月ぶりの記録更新。パリ五輪の代表選考会を兼ねて行われた日本選手権では2日目の6月28日、女子1500mで2006年から2010年までの5連覇を記録した吉川美香以来、史上2人目で最長タイの5連覇達成。タイムは4分1秒44でパリ五輪の参加標準記録4分2秒50を突破し、この種目でパリ切符をつかんだ。日本選手権3日目となる翌6月29日、女子5000ｍは15分23秒72で3連覇を飾った。この日は800ｍ予選にも出場し、3位でゴールした2時間15分後に既にパリ五輪代表に決まっていた5000ｍの決勝を迎えた。
2024年パリオリンピックの陸上競技女子5000メートルの予選1組に出場し、15分00秒62のタイムで9着となり決勝には進めなかった。また、女子1500メートルでは準決勝に進み、3分59秒70のタイムだったが、2組11着となり決勝に進めなかった。

## 人物
コーチでもある父親の田中健智は元3000m障害の選手。母の田中千洋（旧姓小倉）も北海道マラソン2度優勝の経験を持つ現役のマラソン市民ランナーという陸上一家で育った。田中の11年年上で彼女以前に1500mの日本記録を保持していた小林祐梨子とは同郷で親交が深い。
東京五輪1500m決勝の入場時には両手を高く上げて振りながら笑顔で登場。トラック方向に一礼してから顔を上げると明るかった表情から一変し、真剣な顔つきに一瞬でスイッチが切り替わった姿がTwitter上で話題となった。また、競走後に会場から去る際、深々と一礼し、「ありがとうございましたー!」と絶叫した姿も話題になった。
田中のメンタルアドバイザーの神崎保孝は、東京オリンピック出場時に田中を「「集中力が服を着て歩いている」ような選手」で「分析的かつ細やかな言語化も可能な、実に聡明な方」と高く評価した。また「防衛的悲観主義」の心理的傾向が認められ「非常に将来性を感じるメンタリティ」と分析した。
高校時代の同級生に読売ジャイアンツの大勢がいる。

## 主な戦績
| 年     | 大会                                   | 種目                 | 順位               | 備考                   |
| ------ | -------------------------------------- | -------------------- | ------------------ | ---------------------- |
| 2012年 | ジュニアオリンピック                   | C女子800m            | 6位                |                        |
| 2013年 | 全日本中学陸上（愛知）                 | 1500m                | 4位                |                        |
| 2014年 | 全国女子駅伝                           | 8区                  | 区間賞             | 兵庫県6位              |
| 2014年 | 全日本中学陸上（香川）                 | 1500m                | 優勝               |                        |
| 2014年 | ジュニアオリンピック                   | A3000m               | 3位                |                        |
| 2015年 | 全国女子駅伝                           | 8区                  | 区間賞             | 兵庫県3位              |
| 2015年 | 千葉国際クロスカントリ－               | 中学女子3㎞          | 3位                |                        |
| 2015年 | 和歌山インターハイ2015                 | 1500m                | 5位                |                        |
| 2015年 | 第70回国民体育大会（和歌山）           | 少年女子B1500m       | 優勝               |                        |
| 2015年 | 全国高校駅伝女子                       | 1区                  | 区間2位（1位タイ） | 西脇工業高校5位        |
| 2016年 | 全国女子駅伝                           | 1区                  | 区間15位           | 兵庫県2位              |
| 2016年 | 第100回日本選手権（愛知）              | 1500m                | 2位                |                        |
| 2016年 | 岡山インターハイ2016                   | 1500m                | 2位                |                        |
| 2016年 | 岡山インターハイ2016                   | 3000m                | 4位                |                        |
| 2016年 | 第71回国民体育大会（岩手）             | 少年A3000m           | 2位                |                        |
| 2016年 | 全国高校駅伝女子                       | 1区                  | 区間4位            | 西脇工業高校2位        |
| 2017年 | 全国女子駅伝                           | 4区                  | 区間8位            | 兵庫県8位              |
| 2017年 | 第101回日本選手権（大阪）              | 1500m                | 6位                |                        |
| 2017年 | アジア陸上選手権                       | 1500m                | 4位                |                        |
| 2017年 | 山形インターハイ2017                   | 1500m                | 2位                |                        |
| 2017年 | 山形インターハイ2017                   | 3000m                | 2位                |                        |
| 2017年 | 第72回国民体育大会（愛媛）             | 少年A3000m           | 優勝               |                        |
| 2017年 | 全国高校駅伝女子                       | 1区                  | 区間3位            | 西脇工業高校6位        |
| 2018年 | 全国女子駅伝                           | 1区                  | 区間5位            | 兵庫県優勝             |
| 2018年 | アジアクロスカントリー選手権           | ジュニア6km          | 4位                |                        |
| 2018年 | アジアジュニア選手権                   | 3000m                | 金メダル           | 大会記録               |
| 2018年 | 第102回日本選手権（山口）              | 5000m                | 2位                |                        |
| 2018年 | U20世界選手権                          | 3000m                | 金メダル           |                        |
| 2018年 | IAAFコンチネンタルカップ               | 3000m                | 6位                | DNF                    |
| 2018年 | 第73回国民体育大会（福井）             | 成年女子1500m        | 3位                |                        |
| 2018年 | 第73回国民体育大会（福井）             | 成年女子5000m        | 優勝               |                        |
| 2019年 | 全国女子駅伝                           | 1区                  | 区間11位           | 兵庫県4位              |
| 2019年 | クロスカントリー日本選手権             | 8km                  | 優勝               |                        |
| 2019年 | 世界クロスカントリー選手権             | 10km                 | 39位               |                        |
| 2019年 | 第103回日本選手権（福岡）              | 10000m               | 6位                |                        |
| 2019年 | 第103回日本選手権（福岡）              | 1500m                | 2位                |                        |
| 2019年 | 第103回日本選手権（福岡）              | 5000m                | 4位                |                        |
| 2019年 | 世界陸上選手権（ドーハ）               | 5000m                | 14位               |                        |
| 2020年 | 全国女子駅伝                           | 1区                  | 区間2位            | 兵庫県6位              |
| 2020年 | 第104回日本選手権（新潟）              | 800m                 | 4位                |                        |
| 2020年 | 第104回日本選手権（新潟）              | 1500m                | 優勝               |                        |
| 2021年 | 東京オリンピック                       | 1500m                | 8位                |                        |
| 2021年 | 東京オリンピック                       | 5000m                | 予選敗退           |                        |
| 2022年 | 第40回全国女子駅伝                     | 1区                  | 区間2位            | 兵庫県4位              |
| 2022年 | 第33回全日本びわ湖クロスカントリー大会 | 陸連登録 女子6km     | 優勝               |                        |
| 2022年 | 第30回金栗記念選抜・熊本               | 1500m                | -                  | DNF（途中棄権 / 予選） |
| 2022年 | 第56年織田幹雄記念                     | 5000m（A Final）     | 3位                |                        |
| 2022年 | 第37回静岡国際陸上                     | 800m（タイムレース） | 優勝               |                        |
| 2022年 | 第106回日本選手権・長居                | 800m                 | 2位                |                        |
| 2022年 | 第106回日本選手権・長居                | 1500m                | 優勝               |                        |
| 2022年 | 世界陸上選手権（オレゴン）             | 800m                 | 予選敗退           |                        |
| 2022年 | 世界陸上選手権（オレゴン）             | 1500m                | 準決勝敗退         |                        |
| 2022年 | 世界陸上選手権（オレゴン）             | 5000m                | 12位               |                        |
| 2023年 | 世界クロスカントリー選手権             | 10km                 | 14位               |                        |
| 2023年 | 第107回日本選手権・長居                | 1500m                | 優勝               |                        |
| 2023年 | 第107回日本選手権・長居                | 5000m                | 優勝               |                        |
| 2023年 | 世界陸上選手権（ブダペスト）           | 1500m                | 準決勝敗退         |                        |
| 2023年 | 世界陸上選手権（ブダペスト）           | 5000m                | 8位                |                        |
| 2023年 | 世界ロードランニング選手権             | 1マイル              | 7位                |                        |
| 2024年 | 福岡クロスカントリー                   | 2km                  | 優勝               |                        |
| 2024年 | 世界クロスカントリー選手権             | 混合リレー           | 区間1位            | 日本7位                |
| 2024年 | 第108回日本選手権・新潟                | 1500m                | 優勝               |                        |
| 2024年 | 第108回日本選手権・新潟                | 5000m                | 優勝               |                        |
| 2024年 | パリオリンピック                       | 1500m                | 準決勝敗退         |                        |
| 2024年 | パリオリンピック                       | 5000m                | 予選敗退           |                        |

## 受賞
- 日本陸連アスレティックス・アワード2019 新人賞（東京運動記者クラブ選出 女子）[82]
- 京都府スポーツ賞「優秀賞」（3回受賞）[83]
- 京都府あけぼの賞[84]
- 京都市スポーツ栄誉賞[85]
- 京都市スポーツ大賞[86]
- 小野市スポーツ特別栄誉賞[87]
- 同志社総長賞[88]

## 出演

### CM
- ダイダン「設備を人体に例えるなら」（2022年1月 - ）[89]